# Lotty Wackers-Haas
Lise Lotte (Lotty) Wackers-Haas (Duisburg, 27 april 1911 − Kerkrade, 16 april 1996) was een Nederlands pianist van Duitse komaf.
Ze was dochter van Anna Seeman en mijnopzichter Albin Haas. Ze was sinds oktober 1940 getrouwd met de (semi-)arts met André Franciscus (Dré) Wackers (1912-1966), zoon van ex-burgemeester van Maasniel Franciscus Antonius Hubertus Wackers. Ze was toen 29 jaar oud.
Het gezin Haas vestigde zich in 1912 vanuit Duisburg in Heerlen. Al in haar vroege jeugd, ze zat op de lagere school, kreeg ze pianolessen van Sjeng Vaessen (organist te Heerlerheide) en Hubertine Funcken (pianiste te Heerlen). Ze studeerde door terwijl ze de middelbare school bezocht te Luik. Daar hoorde een docent van het Luiks Conservatorium haar en haalde haar naar dat instituut. Ze deed er diverse studies, voor sommige ontving ze een eerste prijs bij afstuderen (kamermuziek, solfège, muziektheorie, muziekgeschiedenis en harmonieleer). In 1936 kreeg ze onderscheiding Diplome superieur musique de chambre.
Al tijdens die opleiding was ze op de podia te vinden, meest in kamermuziek. Zo speelde ze in 1931 in een pianokwartet met Jan Schouten, Leon Grond (viool) en Theo Jaborowicz (cello). In 1939 soleerde ze bij de Heerlensche Orkest Vereeniging.   
Tijdens de Tweede Wereldoorlog viel haar loopbaan stil; ze werd assistente bij haar echtgenoot, arts te Simpelveld. In 1944 brandde hun woning af waarbij muziekinstrumenten en muziekbibliotheek verloren gingen. Na die oorlog maakte haar loopbaan als pianiste een rustige doorstart (ze moest twee kinderen grootbrengen), waarbij ze meest optrad in zowel Nederlands als Belgisch-Limburg en de omgeving daarvan. In 1946 soleerde ze bij het Stedelijk Orkest Maastricht onder leiding van Henri Hermans. In 1954 verzorgde ze onder meer het galaconcert van het Wereld Muziek Concours in Kerkrade; ze soleerde bij het Nordwestdeutsche Philharmonie onder leiding van Wilhelm Schüchter. Een ander hoogtepunt in haar loopbaan waren optredens in het Mozarteum in Salzburg. Ze was dikwijls te horen voor de radio met recitals voor AVRO, KRO en NCRV. In later jaren besteedde ze (weer) veel aandacht aan kamermuziek, zat bijvoorbeeld in een pianotrio. Ze werd vanaf de jaren zeventig geplaagd door een matige gezondheid; ze speelde tot in de jaren tachtig.